# 横井茂樹
横井 茂樹（よこい しげき、1949年2月12日 - ）は、日本の教育者。名古屋大学名誉教授。

## 経歴
- 愛知県出身。1967年（昭和42年）愛知県立津島高等学校を卒業。同年、名古屋大学工学部電気電子工学科に入学。1971年（昭和46年）名古屋大学を卒業。

- 2013年（平成25年）名古屋大学大学院 教授を退官。同年より名古屋大学名誉教授。

## 人物
- 2011年現在、名古屋大学情報文化部社会システム情報学科メディア社会系教授である。

- 電子社会構築のための技術と社会システムについて研究を行っている。研究対象は、電子社会全般であるが、とくに、市民や地域の情報化、高齢化社会、ソーシャルメディア、パノラマ写真技術などの情報技術、歴史や文化に関する情報処理システムについて重点的に研究を行っている。

- 横井茂樹教授、安田孝美教授、茂登山清文準教授の3研究室が「Media & Design Group」を構成している。

インターネット、携帯電話、デジタル放送の電子的メディアは発達は社会に大きなインパクトを与えているとして、電子メディアがもたらす未来社会について考察するとともに、これからの人間社会にとって電子的な環境やライフスタイルを、ビジュアルな表現を用いてデザインしていくことを目的として活動をしている。

## 公職
- 日本バーチャルアリティ学会の2010年度評議委員